# Prosopis tamarugo
Prosopis tamarugo är en ärtväxtart som beskrevs av Rodolfo Amando Philippi. Prosopis tamarugo ingår i släktet Prosopis och familjen ärtväxter. Inga underarter finns listade i Catalogue of Life.

## Bildgalleri

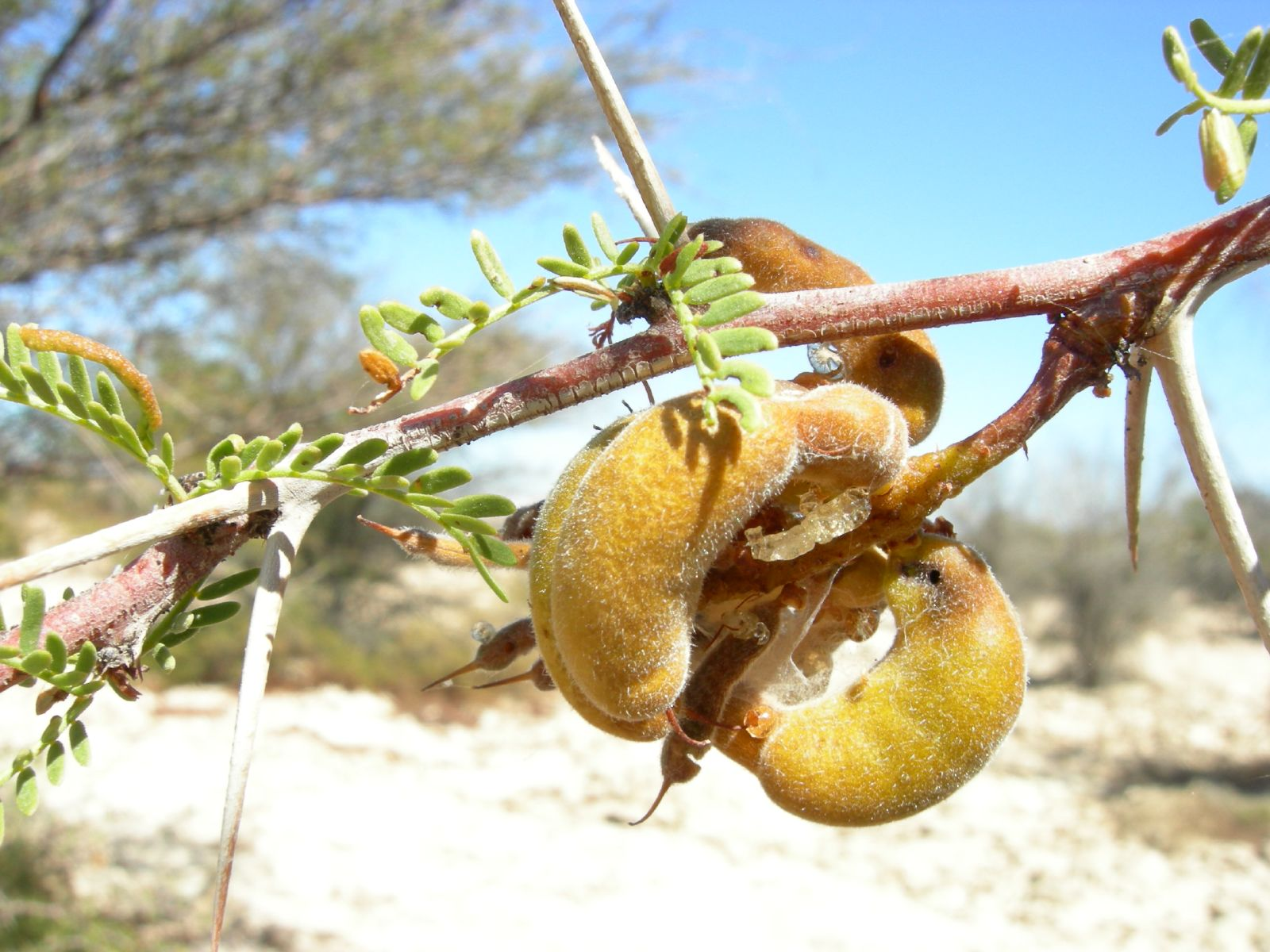
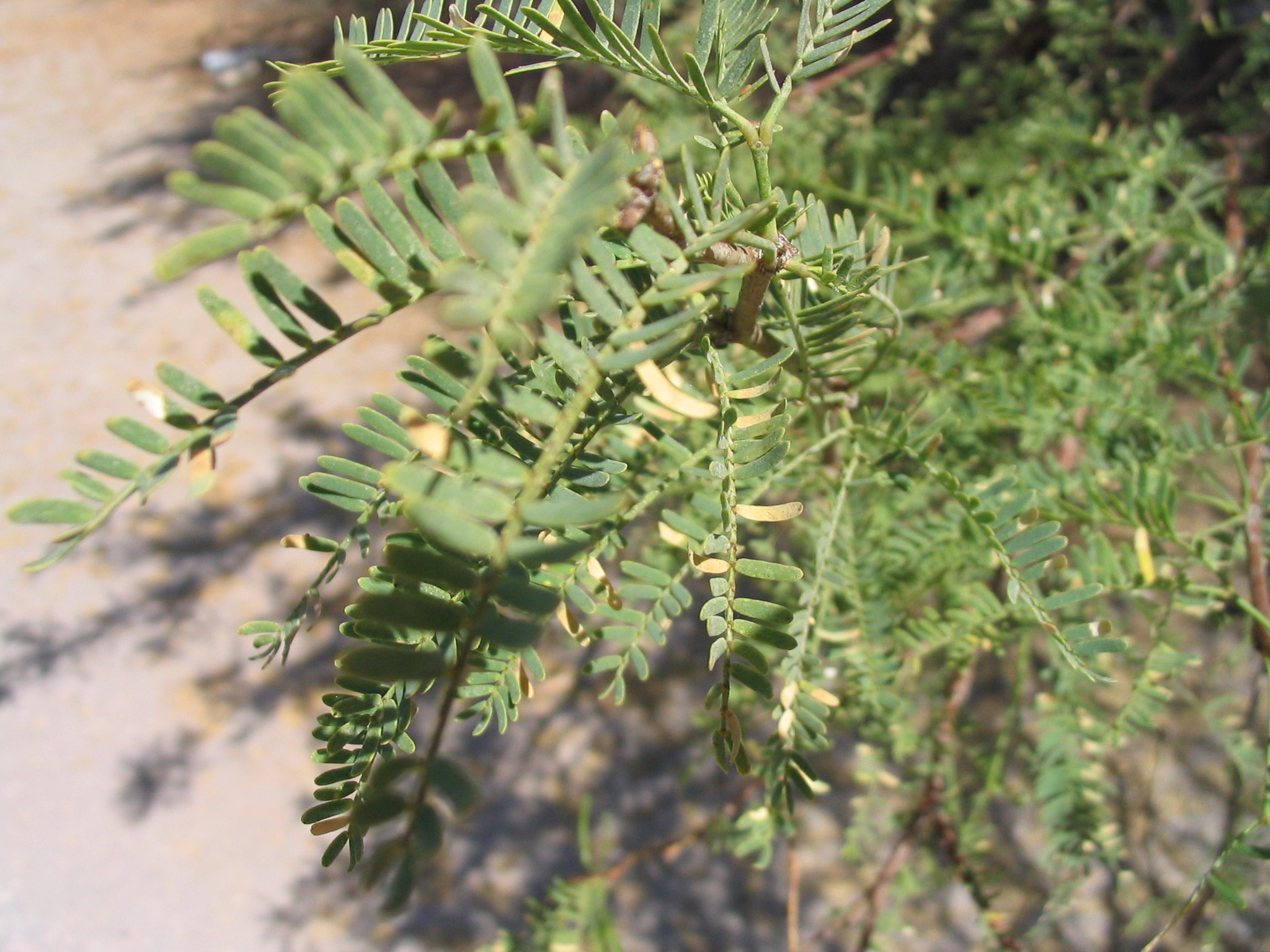
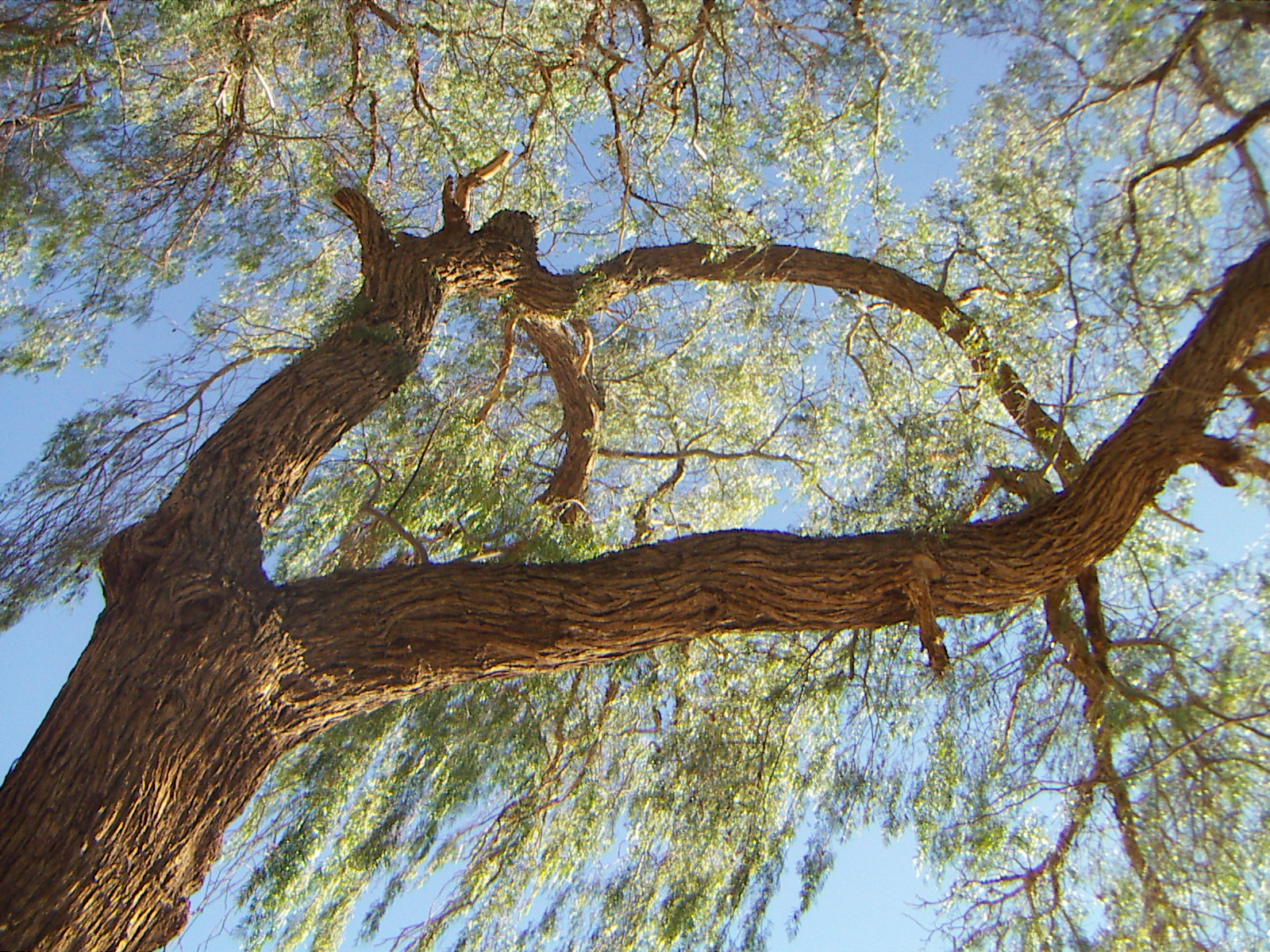